# Digital Packet Video Link
Digital Packet Video Link – standard wideo, stworzony przez VESA w 2004 roku. W przeciwieństwie do poprzednich technologii, w celu zmniejszenia ilości danych koniecznych do przesłania, przesyłane są jedynie informacje dotyczące tych części obrazu, które ulegają zmianie. DPVL obsługuje również atrybuty wideo w postaci metadanych.
Standard DPVL jest przeznaczony dla urządzeń przenośnych i bezprzewodowych.